# Chalagan
Chalagan era una població de Xirvan al nord de l'Araxes on es va lliurar una decisiva batalla entre els Kara Koyunlu i les forces aliades de Xirvan, Geòrgia i Xaki, el Desembre de 1412, amb victòria pels primers.

## Història
Kara Yusuf després d'una campanya a Sultaniya va tornar cap a Tabriz el 4 de novembre de 1412 i el 26 de novembre va fer una incursió al Karabagh. Yar Ahmad Karamanli que dominava la zona, antic aliat de Xirvan, es va sotmetre a Kara Yusuf. També va enviar emissaris a Xaikh Ibrahim de Xirvan per acordar la pau, però aquest havia fet aliança amb Sidi Ahmad Arlat de Xaki i amb Constantí I, rei de Geòrgia, i la pau fou rebutjada. Kara Yusuf va travessar el riu Araxes i es van lliurar diversos combats menors fins a la decisiva batalla de Chalagan (desembre de 1412) i en els combats i la batalla es van fer presoners a Xaikh Ibrahim, el seu germà Xaikh Bahlul, el rei de Geòrgia Constantí I i el seu germanastre David (Constantí, David i 300 nobles georgians -aznauris- foren executats per ordre de Kara Yusuf que va matar a Constantí de pròpia ma). Xamakhi fou saquejada. Després de la victòria, Kara Yusuf va retornar a Tabriz però es va emportar un milió de caps de bestiar (dels quals uns dos terços van morir de fred en el trasllat). Ibrahim va pactar que seria alliberat a canvi dels objectes valuosos carregats de pedreria que hi havia a la sala d'audiències de Xirvan; el seu germà Xaikh Bahlul fou alliberat quan es van pagar 200 tumans iraki i el cap religiós i cadi Mawlana Zahir al-Din quan es van pagar 100 tumans iraki.